# Північ штату Рорайма (мезорегіон)
Північ штату Рорайма (порт. Mesorregião do Norte de Roraima) — адміністративно-статистичний мезорегіон у Бразилії, входить у штат Рорайма. Населення становить 362 681 чоловік на 2010 рік. Займає площу 98 547 км². Густота населення — 3,68 чол./км².

## Демографія
Згідно з даними, зібраними під час перепису 2010 р. Національним інститутом географії і статистики (IBGE), населення мезорегіону становить:
| Повне населення                              | Повне населення                              | Повне населення                              | Повне населення                              | 362 681 |
| -------------------------------------------- | -------------------------------------------- | -------------------------------------------- | -------------------------------------------- | ------- |
| в тому числі:                                | Міське населення                             | 297 729                                      | Відсоток міського населення, %               | 82,09   |
|                                              | Сільське населення                           | 64 952                                       | Відсоток сільського населення, %             | 17,91   |
|                                              | Чоловіче населення                           | 182 311                                      | Відсоток чоловічого населення, %             | 50,27   |
|                                              | Жіноче населення                             | 180 370                                      | Відсоток жіночого населення, %               | 49,73   |
| Густота населення, чол/км²                   | Густота населення, чол/км²                   | Густота населення, чол/км²                   | Густота населення, чол/км²                   | 3,68    |
| Населення мезорегіону в % до населення штату | Населення мезорегіону в % до населення штату | Населення мезорегіону в % до населення штату | Населення мезорегіону в % до населення штату | 80,51   |

## Склад мезорегіону
У мезорегіон входять наступні мікрорегіони:
1. Боа-Віста
2. Нордесті-ді-Рорайма

| Бразилія | Це незавершена стаття з географії Бразилії. Ви можете допомогти проєкту, виправивши або дописавши її. |